# Karl August Forstner
Karl August Forstner (auch Carl; * 25. März 1843 in Wien; † 24. August 1915 ebd.) war ein deutschsprachiger österreichischer Pfarrer und Erzähler. Er schrieb unter anderem Neue Geschichten aus dem Wiener Walde (1907), Was der Schreiberbach erzählt (1908) und Blumen aus dem Liebhartstale (1909). Im Jahr 1868 war er Mitbegründer der unitarischen Gemeinde in Wien.

## Leben und Wirken
Nach dem Abschluss des Gymnasiums zu Sankt Andrä in Kärnten trat Forstner am 31. Juli 1863 als Kleriker den Jesuiten bei, verließ diese jedoch bereits ein Jahr später wieder und gründete in Wien die katholische Studentenvereinigung Charitas. Am 4. Mai 1868 wurde Forstner auf Veranlassung von Ignaz von Döllinger zum Priester geweiht. Im Anschluss schloss er sich der von dem schlesischen Kirchenkritiker Johannes Ronge in Österreich ins Leben gerufenen innerkirchlichen Reformbewegung des Deutschkatholizismus an und gründete in Wien die neukatholische Gemeinde. Diese erklärte am 12. Oktober 1868 schließlich, der protestantisch-antitrinitarischen Unitarischen Kirche in Ungarn und Siebenbürgen beitreten zu wollen. Am 3. November 1868 wurde sie formell aufgenommen, sollte aber als selbstständige unitarische Kirchengemeinschaft in Deutsch-Österreich bestehen bleiben. Bereits am 30. September war ein erster unitarischer Gottesdienst gehalten worden. Forstner wurde als Superintendent gewählt, Generalvikar wurde Karl Benisch, ehemals liberaler katholischer Pfarrer und Prorektor in Breslau. Die Gemeinde zählte im Frühjahr 1869 342 Mitglieder in 78 Familien. Zudem gab es 53 Mitglieder in Graz, wo ebenfalls Pläne für die Gründung einer unitarischen Gemeinde bestanden. Die erhoffte staatliche Anerkennung der christlich-unitarischen Gemeinde blieb jedoch aus; das Kultusministerium argumentierte, die Anerkennung komme allein den Unitariern in Ungarn und Siebenbürgen zu. Zudem zeigte sich bereits 1871 die Schwierigkeit, theologischen Nachwuchs zu gewinnen. 1869 wurde gegen Forstner ein Prozess wegen des Vorwurfs des unsittlichen Verhaltens eingeleitet. Zu Beginn der 1870er Jahre redigierte er die kirchenpolitische Zeitschrift Der Morgenstern und war zeitweise auch Mitarbeiter der Zeitschrift Der Wanderer. Später wandte er sich ganz der literarischen Arbeit zu. Er publizierte mehrere Abhandlungen und Novellen in unterschiedlichen Zeitschriften und Kalendern. Nachdem er 1879 schwer erkrankt war, zog er sich zunehmend aus der Öffentlichkeit zurück. 1880 wandte er sich wieder der katholischen Kirche zu. Forstner starb im August 1915 als emeritierter Pfarrer in seiner Heimatstadt Wien. Seine letzte Ruhestätte fand er auf dem Wiener Zentralfriedhof.

## Werke (Auswahl)
- Grundsätze und Verfassung der unitarischen Kirchengemeinschaft in Österreich. 1868
- Mein Austritt aus der Gesellschaft Jesu.
- Geschichte der unitarischen Kirchengemeinschaft.
- Abendgedanken eines alten Touristen. 1903
- Im Glanze des Abendgoldes. 7 Erzählungen, 1905
- Neue Geschichten aus dem Wiener Walde. 8 Erzählungen, 1907
- Was der Schreiberbach erzählt. 1908
- Blumen aus dem Liebhartstale. Erzählung, 1909
- Menschen, die wir nie vergessen. 1910